# Heros efasciatus
Heros efasciatus es una especie de peces de la familia Cichlidae en el orden de los Perciformes.

## Morfología
Los machos pueden llegar alcanzar los 14 cm de longitud total.

## Alimentación
Es omnívoro, aunque principalmente frugívoro.

## Hábitat
Es una especie de clima tropical que vive entre 24 °C-32 °C de temperatura.

## Distribución geográfica
Se encuentran en Sudamérica:  cuenca del río Amazonas.